# Kenny Dalglish
Kenneth Mathieson „Kenny” Dalglish (n. 4 martie 1951, Glasgow, Scoția, Regatul Unit) este un jucător scoțian de fotbal retras din activitate, devenit apoi manager și antrenor. Notorietatea sa provine de la succesul pe care l-a avut la Celtic și de la cariera sa de antrenor și jucător la clubul FC Liverpool.
Dalglish și-a început cariera de jucător la Celtic; în 1971 a fost inclus în echipa de seniori, în care a devenit un prolific golgeter. A devenit căpitan al echipei scoțiene în 1975, la doar 24 de ani, și până în 1977, când a părăsit clubul, a câștigat patru titluri de campion al Scoției și patru Cupe ale Scoției. În 1977 a fost transferat la FC Liverpool unde a făcut parte din una dintre cele mai bune generații ale englezilor: a câștigat șapte titluri de campion, cinci cupe ale Angliei și de trei ori Cupa Campionilor Europeni.
În 1985 a devenit jucător-antrenor la Liverpool, în primul sezon reușind eventul campionat-cupă. În cei șase ani în care a pregătit echipa, aceasta nu a încheiat un sezon sub locul al doilea.
În 1991 a preluat conducerea tehnică a echipei Blackburn Rovers, pe care a dus-o din liga secundă până în fruntea Premier League, câștigând titlul de campioană în 1995. În 1997 a trecut pe banca tehnică a echipei Newcastle United, cu care a încheiat sezonul pe locul secund în Premier League, dar a fost demis în sezonul 1998-99 din cauza rezultatelor modeste.
Din iunie 1999 a revenit la echipa la care s-a format, Celtic Glasgow, în funcția de Director Sportiv, iar în februarie 2000 a fost instalat în funcția de manager, după demiterea lui John Barnes. A pregătit echipa doar șase luni, perioadă în care a câștigat Cupa Scoției.
A revenit la Liverpool în iulie 2009, în funcțiile de ambasador și șef al academiei de tineret. În ianuarie 2011, după demiterea lui Roy Hodgson, a fost instalat în postul de antrenor al englezilor.